# Liste der Nummer-eins-Hits in Frankreich (1969)
Diese Liste enthält alle Nummer-eins-Hits in Frankreich im Jahr 1969. Es gab in diesem Jahr 20 Nummer-eins-Singles und 9 Nummer-eins-Alben.

## Singles
| | Liste der Nummer-eins-Hits in Frankreich | Liste der Nummer-eins-Hits in Frankreich | Liste der Nummer-eins-Hits in Frankreich | 1970 →                    |
| \| Zeitraum \| Wo. ges. \| Interpret \| Titel Autor(en) \| Zusätzliche Informationen \| \| (Zeitraum, Wochen auf Platz eins, Interpret, Titel, Autor[en], zusätzliche Informationen) \| \| \| \| \| \| ----------------------------------------------------------------------------------------- \| -------- \| ------------------------- \| ---------------------------------- \| ------------------------- \| \| 7. Dezember 1968 – 3. Januar 1969 4 Wochen \| 4 \| Salvatore Adamo \| Pauvre Verlaine \| – \| \| 4. Januar 1969 – 10. Januar 1969 1 Woche \| 1 \| Ivan Rebroff \| Le temps des fleurs \| – \| \| 11. Januar 1969 – 24. Januar 1969 2 Wochen \| 2 \| Dimitri Dourakine \| Casatchok \| – \| \| 25. Januar 1969 – 31. Januar 1969 1 Woche (insgesamt 7) \| 7 \| Aphrodite’s Child \| It’s Five o’Clock \| – \| \| 1. Februar 1969 – 14. Februar 1969 2 Wochen \| 2 \| Claude François \| Reste \| – \| \| 15. Februar 1969 – 7. März 1969 3 Wochen (insgesamt 7) \| 7 \| Aphrodite’s Child \| It’s Five o’Clock \| – \| \| 8. März 1969 – 14. März 1969 1 Woche \| 1 \| Sheila \| Arlequin \| – \| \| 15. März 1969 – 28. März 1969 2 Wochen (insgesamt 3) \| 3 \| Richard Anthony \| Sirop typhon \| – \| \| 29. März 1969 – 4. April 1969 1 Woche (insgesamt 3) \| 3 \| David Alexandre Winter \| Oh Lady Mary \| – \| \| 5. April 1969 – 11. April 1969 1 Woche (insgesamt 3) \| 3 \| Richard Anthony \| Sirop typhon \| – \| \| 12. April 1969 – 25. April 1969 2 Wochen (insgesamt 3) \| 3 \| David Alexandre Winter \| Oh Lady Mary \| – \| \| 26. April 1969 – 9. Mai 1969 2 Wochen (insgesamt 3) \| 3 \| Georges Moustaki \| Le métèque \| – \| \| 10. Mai 1969 – 20. Juni 1969 6 Wochen (insgesamt 8) \| 8 \| The Edwin Hawkins Singers \| Oh Happy Day \| – \| \| 21. Juni 1969 – 27. Juni 1969 1 Woche (insgesamt 3) \| 3 \| Georges Moustaki \| Le métèque \| – \| \| 28. Juni 1969 – 11. Juli 1969 2 Wochen (insgesamt 8) \| 8 \| The Edwin Hawkins Singers \| Oh Happy Day \| – \| \| 12. Juli 1969 – 1. August 1969 3 Wochen \| 3 \| Michel Polnareff \| Tous les bateaux, tous les oiseaux \| – \| \| 2. August 1969 – 26. September 1969 8 Wochen (insgesamt 11) \| 11 \| Johnny Hallyday \| Que je t’aime \| – \| \| 27. September 1969 – 3. Oktober 1969 1 Woche \| 1 \| Georgio \| Looky looky \| – \| \| 4. Oktober 1969 – 24. Oktober 1969 3 Wochen (insgesamt 11) \| 11 \| Johnny Hallyday \| Que je t’aime \| – \| \| 25. Oktober 1969 – 31. Oktober 1969 1 Woche (insgesamt 2) \| 2 \| Shocking Blue \| Venus \| – \| \| 1. November 1969 – 14. November 1969 2 Wochen \| 2 \| Salvatore Adamo \| Petit bonheur \| – \| \| 15. November 1969 – 21. November 1969 1 Woche (insgesamt 3) \| 3 \| Ennio Morricone \| L’homme a l’harmonica \| – \| \| 22. November 1969 – 28. November 1969 1 Woche \| 1 \| Jean-François Michael \| Adieu jolie Candy \| – \| \| 29. November 1969 – 19. Dezember 1969 3 Wochen (insgesamt 5) \| 5 \| Michel Polnareff \| Dans la maison vide \| – \| \| 20. Dezember 1969 – 25. Dezember 1969 1 Woche (insgesamt 2) \| 2 \| Shocking Blue \| Venus \| – \| \| 27. Dezember 1969 – 9. Januar 1970 2 Wochen \| 2 \| Marcel Zanini \| Tu veux ou tu veux pas \| – \| |                                          |                                          |                                          |                           |
| |                                          |                                          |                                          | → 1970 →                  |
| Zeitraum | Wo. ges.                                 | Interpret                                | Titel Autor(en)                          | Zusätzliche Informationen |
| (Zeitraum, Wochen auf Platz eins, Interpret, Titel, Autor[en], zusätzliche Informationen) |                                          |                                          |                                          |                           |
| 7. Dezember 1968 – 3. Januar 1969 4 Wochen | 4                                        | Salvatore Adamo                          | Pauvre Verlaine                          | –                         |
| 4. Januar 1969 – 10. Januar 1969 1 Woche | 1                                        | Ivan Rebroff                             | Le temps des fleurs                      | –                         |
| 11. Januar 1969 – 24. Januar 1969 2 Wochen | 2                                        | Dimitri Dourakine                        | Casatchok                                | –                         |
| 25. Januar 1969 – 31. Januar 1969 1 Woche (insgesamt 7) | 7                                        | Aphrodite’s Child                        | It’s Five o’Clock                        | –                         |
| 1. Februar 1969 – 14. Februar 1969 2 Wochen | 2                                        | Claude François                          | Reste                                    | –                         |
| 15. Februar 1969 – 7. März 1969 3 Wochen (insgesamt 7) | 7                                        | Aphrodite’s Child                        | It’s Five o’Clock                        | –                         |
| 8. März 1969 – 14. März 1969 1 Woche | 1                                        | Sheila                                   | Arlequin                                 | –                         |
| 15. März 1969 – 28. März 1969 2 Wochen (insgesamt 3) | 3                                        | Richard Anthony                          | Sirop typhon                             | –                         |
| 29. März 1969 – 4. April 1969 1 Woche (insgesamt 3) | 3                                        | David Alexandre Winter                   | Oh Lady Mary                             | –                         |
| 5. April 1969 – 11. April 1969 1 Woche (insgesamt 3) | 3                                        | Richard Anthony                          | Sirop typhon                             | –                         |
| 12. April 1969 – 25. April 1969 2 Wochen (insgesamt 3) | 3                                        | David Alexandre Winter                   | Oh Lady Mary                             | –                         |
| 26. April 1969 – 9. Mai 1969 2 Wochen (insgesamt 3) | 3                                        | Georges Moustaki                         | Le métèque                               | –                         |
| 10. Mai 1969 – 20. Juni 1969 6 Wochen (insgesamt 8) | 8                                        | The Edwin Hawkins Singers                | Oh Happy Day                             | –                         |
| 21. Juni 1969 – 27. Juni 1969 1 Woche (insgesamt 3) | 3                                        | Georges Moustaki                         | Le métèque                               | –                         |
| 28. Juni 1969 – 11. Juli 1969 2 Wochen (insgesamt 8) | 8                                        | The Edwin Hawkins Singers                | Oh Happy Day                             | –                         |
| 12. Juli 1969 – 1. August 1969 3 Wochen | 3                                        | Michel Polnareff                         | Tous les bateaux, tous les oiseaux       | –                         |
| 2. August 1969 – 26. September 1969 8 Wochen (insgesamt 11) | 11                                       | Johnny Hallyday                          | Que je t’aime                            | –                         |
| 27. September 1969 – 3. Oktober 1969 1 Woche | 1                                        | Georgio                                  | Looky looky                              | –                         |
| 4. Oktober 1969 – 24. Oktober 1969 3 Wochen (insgesamt 11) | 11                                       | Johnny Hallyday                          | Que je t’aime                            | –                         |
| 25. Oktober 1969 – 31. Oktober 1969 1 Woche (insgesamt 2) | 2                                        | Shocking Blue                            | Venus                                    | –                         |
| 1. November 1969 – 14. November 1969 2 Wochen | 2                                        | Salvatore Adamo                          | Petit bonheur                            | –                         |
| 15. November 1969 – 21. November 1969 1 Woche (insgesamt 3) | 3                                        | Ennio Morricone                          | L’homme a l’harmonica                    | –                         |
| 22. November 1969 – 28. November 1969 1 Woche | 1                                        | Jean-François Michael                    | Adieu jolie Candy                        | –                         |
| 29. November 1969 – 19. Dezember 1969 3 Wochen (insgesamt 5) | 5                                        | Michel Polnareff                         | Dans la maison vide                      | –                         |
| 20. Dezember 1969 – 25. Dezember 1969 1 Woche (insgesamt 2) | 2                                        | Shocking Blue                            | Venus                                    | –                         |
| 27. Dezember 1969 – 9. Januar 1970 2 Wochen | 2                                        | Marcel Zanini                            | Tu veux ou tu veux pas                   | –                         |

## Alben
| | Liste der Nummer-eins-Hits in Frankreich | Liste der Nummer-eins-Hits in Frankreich | Liste der Nummer-eins-Hits in Frankreich | 1970 →                    |
| \| Zeitraum \| Wo. ges. \| Interpret \| Titel \| Zusätzliche Informationen \| \| (Zeitraum, Wochen auf Platz eins, Interpret, Titel, zusätzliche Informationen) \| \| \| \| \| \| ------------------------------------------------------------------------------ \| -------- \| -------------------------- \| ---------------------------------------- \| ------------------------- \| \| 28. Dezember 1968 – 7. Februar 1969 6 Wochen \| 6 \| Ivan Rebroff \| Chants folkloriques de la vieille Russie \| – \| \| 8. Februar 1969 – 4. Juli 1969 21 Wochen \| 21 \| Jean-Christian Michel \| Musique sacrée \| – \| \| 5. Juli 1969 – 18. Juli 1969 2 Wochen (insgesamt 4) \| 4 \| The Who \| Tommy \| – \| \| 19. Juli 1969 – 8. August 1969 3 Wochen (insgesamt 16) \| 16 \| Chicago Transit Authority \| Chicago Transit Authority \| – \| \| 9. August 1969 – 22. August 1969 2 Wochen (insgesamt 4) \| 4 \| The Who \| Tommy \| – \| \| 23. August 1969 – 29. August 1969 1 Woche (insgesamt 7) \| 7 \| Joe Dassin \| Le chemin de papa / Les Champs-Elysées \| – \| \| 30. August 1969 – 12. September 1969 2 Wochen \| 2 \| Johnny Hallyday \| Que je t’aime (Palais des Sports 69) \| – \| \| 13. September 1969 – 3. Oktober 1969 3 Wochen (insgesamt 9) \| 9 \| Georges Moustaki \| Le métèque \| – \| \| 4. Oktober 1969 – 5. Dezember 1969 9 Wochen \| 9 \| Georges Brassens \| N° 10: La religieuse \| – \| \| 6. Dezember 1969 – 12. Dezember 1969 1 Woche (insgesamt 9) \| 9 \| Georges Moustaki \| Le métèque \| – \| \| 23. Dezember 1969 – 9. Januar 1970 2 Wochen \| 2 \| (Verschiedene Interpreten) \| Un violon sur le toit \| – \| |                                          |                                          |                                          |                           |
| |                                          |                                          |                                          | → 1970 →                  |
| Zeitraum | Wo. ges.                                 | Interpret                                | Titel                                    | Zusätzliche Informationen |
| (Zeitraum, Wochen auf Platz eins, Interpret, Titel, zusätzliche Informationen) |                                          |                                          |                                          |                           |
| 28. Dezember 1968 – 7. Februar 1969 6 Wochen | 6                                        | Ivan Rebroff                             | Chants folkloriques de la vieille Russie | –                         |
| 8. Februar 1969 – 4. Juli 1969 21 Wochen | 21                                       | Jean-Christian Michel                    | Musique sacrée                           | –                         |
| 5. Juli 1969 – 18. Juli 1969 2 Wochen (insgesamt 4) | 4                                        | The Who                                  | Tommy                                    | –                         |
| 19. Juli 1969 – 8. August 1969 3 Wochen (insgesamt 16) | 16                                       | Chicago Transit Authority                | Chicago Transit Authority                | –                         |
| 9. August 1969 – 22. August 1969 2 Wochen (insgesamt 4) | 4                                        | The Who                                  | Tommy                                    | –                         |
| 23. August 1969 – 29. August 1969 1 Woche (insgesamt 7) | 7                                        | Joe Dassin                               | Le chemin de papa / Les Champs-Elysées   | –                         |
| 30. August 1969 – 12. September 1969 2 Wochen | 2                                        | Johnny Hallyday                          | Que je t’aime (Palais des Sports 69)     | –                         |
| 13. September 1969 – 3. Oktober 1969 3 Wochen (insgesamt 9) | 9                                        | Georges Moustaki                         | Le métèque                               | –                         |
| 4. Oktober 1969 – 5. Dezember 1969 9 Wochen | 9                                        | Georges Brassens                         | N° 10: La religieuse                     | –                         |
| 6. Dezember 1969 – 12. Dezember 1969 1 Woche (insgesamt 9) | 9                                        | Georges Moustaki                         | Le métèque                               | –                         |
| 23. Dezember 1969 – 9. Januar 1970 2 Wochen | 2                                        | (Verschiedene Interpreten)               | Un violon sur le toit                    | –                         |